# Liste der Kulturdenkmale in Mölln
In der Liste der Kulturdenkmale in Mölln sind alle Kulturdenkmale der schleswig-holsteinischen Stadt Mölln (Kreis Herzogtum Lauenburg) aufgelistet (Stand: 9. Juni 2025).

## Legende
In den Spalten befinden sich folgende Informationen:
- Objekt-ID: die Nummer des Kulturdenkmales
- Lage: die Adresse des Kulturdenkmales und die geographischen Koordinaten. Kartenansicht, um Koordinaten zu setzen. In der Kartenansicht sind Kulturdenkmale ohne Koordinaten mit einem roten Marker dargestellt und können in der Karte gesetzt werden. Kulturdenkmale ohne Bild sind mit einem blauen Marker gekennzeichnet, Kulturdenkmale mit Bild mit einem grünen Marker.
- Offizielle Bezeichnung: Bezeichnung des Kulturdenkmales
- Beschreibung: die Beschreibung des Kulturdenkmales
- Bild: ein Bild des Kulturdenkmales

## Sachgesamtheiten
| Objekt-ID      | Lage | Offizielle Bezeichnung             | Beschreibung | Bild                             |
| -------------- | --- | ---------------------------------- | --- | -------------------------------- |
| 38819          | Am Markt 1, 2, 3, 12, 13, Am Markt, Marktstraße 5 (53° 37′ 49″ N, 10° 41′ 30″ O)                        | Marktplatz Mölln                   | Marktplatz Mölln; im Kern 14.-17. Jahrhundert; Ensemble bestehend aus Rathaus, Wohnhäuser Am Markt 1, 3, 13 und Marktstraße 5, Heimatmuseum Am Markt 2, Eulenspiegelbrunnen, Shaw-Plakette und Pflasterung des Marktplatzes - Begründung: geschichtlich, künstlerisch, städtebaulich - Schutzumfang: Wohnhäuser (Am Markt 1, 3, 13); Wohn- und Geschäftshaus (Marktstraße 5); Heimatmuseum/Bürgerhaus (Am Markt 2); Rathaus (Am Markt 12); Eulenspiegelbrunnen, Shaw-Plakette, Pflasterung Marktplatz | BW                               |
| 40577 Wikidata | Am Markt (53° 37′ 50″ N, 10° 41′ 31″ O)                                                                 | Kirche St. Nicolai mit Ausstattung | Aktualisierung vorgesehen - Begründung: geschichtlich, künstlerisch, städtebaulich, Kulturlandschaft prägend - Schutzumfang: Kirche St. Nikolai mit Ausstattung, Kirchhof, Grabmale bis 1870, Böschungsmauern mit Treppen und Geländern, Lindenkranz | Fotos hochladen                  |
| 36354          | Hauptstraße 109 (53° 37′ 48″ N, 10° 41′ 32″ O)                                                          | Wohnhaus mit Hofgebäude            | Wohnhaus mit Hofgebäude; 1789 (archivalisch), Sanierung 1987/88; historische und städtebauliche Einheit aus zweigeschossigem, giebelständigem Fachwerk-Wohnhaus und Hofgebäude - Begründung: geschichtlich, städtebaulich - Schutzumfang: Wohnhaus, Hofgebäude | BW                               |
| 32891 Wikidata | Hauptstraße 142a, 144-148, 148a, 150 (53° 37′ 49″ N, 10° 41′ 35″ O)                                     | Stadthauptmannshof                 | Stadthauptmannshof; im Ursprung mittelalterliche Anlage mit ehem. Stadthauptmannshaus von 1413/14, ehem. Gästehaus von 1550, ehem. Lehrerwohnungen um 1820 und ehem. Schule von 1859 - Begründung: geschichtlich, städtebaulich - Schutzumfang: ehem. Stadthauptmannshaus (Hauptstraße 150); ehem. Gästehaus „Medaillongebäude“ (Hauptstraße 148a); ehem. Lehrerwohnungen (Hauptstraße 144-148); ehem. Schule (Hauptstraße 142a)                                                                      | weitere Fotos \| Fotos hochladen |
| 40375 Wikidata | Hauptstraße 1, 3, DB 1121, Feuergräfenstraße, Hauptstraße (53° 37′ 28″ N, 10° 41′ 0″ O)                 | Bahnhof Mölln                      | Bahnhof Mölln; ab 1850; historische Bahnhofsanlage der Strecke Lübeck–Lüneburg, bestehend aus dem alten und dem neuen Empfangsgebäude, dem ehem. Güterbahnhof sowie zwei Stellwerken - Begründung: geschichtlich, städtebaulich, technisch - Schutzumfang: Neuer Bahnhof (Hauptstraße 1); Alter Bahnhof (Hauptstraße 3); ehem. Güterbahnhof (Feuergräfenstraße); Stellwerk „Mn“ (Hauptstraße); Stellwerk „Mf“ (DB 1121)                                                                               | weitere Fotos \| Fotos hochladen |
| 50718 Wikidata | Mühlenplatz 9, Auf den Dämmen, Brunnenstraße, Mühlenplatz, Brunnenstraße (53° 37′ 46″ N, 10° 41′ 37″ O) | Stadtmühle Mölln                   | Stadtmühle Mölln; 2. Hälfte 19. Jh., Ensemble bestehend aus ehem. Stadtmühle mit Hofpflasterung, Mühlenwehr, Gusseisengeländer, Wasserpumpe, Mühlengraben mit Geländer Brunnenstraße und Regulierungswehr - Begründung: geschichtlich, städtebaulich, technisch - Schutzumfang: ehem. Stadtmühle mit Hofpflasterung, Mühlenwehr mit Gusseisengeländer und Wasserpumpe (Mühlenplatz 9); Mühlengraben mit Geländer an Brunnenstraße (Mühlenplatz, Brunnenstraße); Regulierwehr (Auf den Dämmen)         | weitere Fotos \| Fotos hochladen |
| 35985          | Schmilauer Straße 64-66 (53° 38′ 0″ N, 10° 41′ 58″ O)                                                   | ehem. Landwirtschaftsschule        | ehem. Landwirtschaftsschule; im Kern 19. Jh., Umbau 1938; bestehend aus dem ehemaligen Schulgebäude, den dazugehörigen Garagen und der Bronzeplastik „Gänsegruppe“ von 1961 - Begründung: geschichtlich, künstlerisch, städtebaulich - Schutzumfang: Schulgebäude; Garagen; Bronzeplastik „Gänsegruppe“ | BW                               |
| 35977          | Schmilauer Straße (53° 38′ 10″ N, 10° 42′ 9″ O)                                                         | Ehrenmalgruppe im Hohen Holz       | Ehrenmalgruppe im Hohen Holz; 1865, 1925, 1939; Gruppe von vier eigenständigen, im lichten Wald angeordneten Ehrenmalen am Ort eines im Zuge der Befreiungskriege stattgefundenen Gefechts - Begründung: geschichtlich, künstlerisch, städtebaulich - Schutzumfang: Ehrenmal zum Befreiungskrieg 1813; Hanseatendenkmal; Ehrenmal zum Deutsch-Französischen Krieg 1870/71; Ehrenmal der Gefallenen des Ersten Weltkrieges                                                                             | weitere Fotos \| Fotos hochladen |
| 50714          | Ziegenmarkt 2, 3, 4, Seestraße 11, Ziegenmarkt (53° 37′ 50″ N, 10° 41′ 28″ O)                           | Ziegenmarkt Mölln                  | Ziegenmarkt Mölln; 17.-19. Jh., Baugruppe von ein- bzw. zweigeschossigen, giebelständigen Fachwerkbauten an sich platzartig erweiternder, historischer Straßenpflasterung - Begründung: geschichtlich, städtebaulich - Schutzumfang: Wohnhaus mit Vorgarten, Einfriedung (Ziegenmarkt 2); Wohnhäuser (Ziegenmarkt 3, 4, Seestraße 11); Pflasterung (Ziegenmarkt) | BW                               |

## Mehrheit von baulichen Anlagen
| Objekt-ID      | Lage | Offizielle Bezeichnung                        | Beschreibung | Bild                             |
| -------------- | --- | --------------------------------------------- | --- | -------------------------------- |
| 38583 Wikidata | Am Markt 4, 5, 6, 7, 8, 9 (53° 37′ 49″ N, 10° 41′ 31″ O)                                                           | Baugruppe Am Markt 4-9                        | Baugruppe Am Markt 4-9; 19. Jh.; überwiegend zweigeschossige Bebauung mit Giebelwohnhäusern des 19. Jahrhunderts mit backsteinsichtigen Straßenfassaden gegenüber der St.-Nicolai-Kirche - Begründung: geschichtlich, städtebaulich - Schutzumfang: Wohnhäuser (Am Markt 4, 5, 6, 9); Wohnhaus, Goedtke-Museum (Am Markt 7); Gasthaus „Eulenspiegelklause“ (Am Markt 8) | weitere Fotos \| Fotos hochladen |
| 38579          | Am Wall 3, 4, 5 (53° 37′ 45″ N, 10° 41′ 38″ O)                                                                     | Wohnhäuser Am Wall 3, 4, 5                    | Wohnhäuser Am Wall 3, 4, 5; 2. Hälfte 19. Jh.; kleinteilige, zweigeschossige Wohnbebauung aus traufständigen Fachwerkhäusern unter Satteldach mit schmalen Brandgassen - Begründung: geschichtlich, städtebaulich - Schutzumfang: Wohnhäuser Am Wall 3, 4, 5 | BW                               |
| 38582          | Bleistraße 3, 4, 5 (53° 37′ 42″ N, 10° 41′ 23″ O)                                                                  | Wohnhäuser Bleistraße 3, 4, 5                 | Wohnhäuser Bleistraße 3, 4, 5; 17. bis 18. Jahrhundert; kleinteilige, überwiegend zweigeschossige Bebauung aus Fachwerkbauten in Giebelstellung - Begründung: geschichtlich, städtebaulich - Schutzumfang: Wohnhäuser Bleistraße 3, 4, 5 | BW                               |
| 35992          | Brunnenstraße 2, 3, Auf dem Wall 7 (53° 37′ 45″ N, 10° 41′ 39″ O)                                                  | Wohnbebauung Brunnenstraße 2-3/Auf dem Wall 7 | Wohnbebauung Brunnenstraße 2-3/Auf dem Wall 7; 2. Hälfte 19. Jh.; Reihenhäuser, verputzte Mauerwerksbauten mit Risalit bzw. Zwerchhaus sowie Eckgebäude, Fachwerkbau unter Satteldach - Begründung: geschichtlich, städtebaulich - Schutzumfang: Wohnhaus (Auf dem Wall 7); Reihenhäuser (Brunnenstraße 2, 3) | BW                               |
| 38811          | Grubenstraße 1, 2, 3-4, 5, 6-7, 8, 9 (53° 37′ 43″ N, 10° 41′ 27″ O)                                                | Wohnhäuser Grubenstraße 1-9                   | Wohnhäuser Grubenstraße 1, 2, 3-4, 5, 6-7, 8, 9; 17. bis 19. Jh.; kleinteilige, überwiegend zweigeschossige Bebauung aus Fachwerkbauten mit zum Teil vorgesetzten Backsteinfassaden - Begründung: geschichtlich, städtebaulich - Schutzumfang: Wohnhäuser Grubenstraße 1, 5, 8, 9; Wohn- und Geschäftshaus Grubenstraße 2; Doppelhäuser Grubenstraße 3-4, 6-7 | BW                               |
| 50971          | Hauptstraße 74, 76 (53° 37′ 42″ N, 10° 41′ 20″ O)                                                                  | Wohn- und Geschäftshäuser Hauptstraße 74-76   | Wohn- und Geschäftshäuser Hauptstraße 74-76; um 1858; zweieinhalbgeschossige, traufständige Wohn- und Geschäftshäuser mit historistischer Stuckgliederung, mittelalterlicher Stadtmauerrest in Seitenflügel - Begründung: geschichtlich, städtebaulich - Schutzumfang: Wohn- und Geschäftshäuser Hauptstraße 74, 76 | BW                               |
| 36281          | Hauptstraße 86, 86a, 88, 90, 92, 94 (53° 37′ 44″ N, 10° 41′ 24″ O)                                                 | Wohn- und Geschäftshäuser Hauptstraße 86-94   | Wohn- und Geschäftshäuser Hauptstraße 86-94; 19. Jh./um 1900; dreigeschossige, traufständige Bebauung aus Mauerwerksbauten unter Satteldach, z.T. mit reicher historistischer Stuckgliederung - Begründung: geschichtlich, städtebaulich - Schutzumfang: Wohn- und Geschäftshäuser Hauptstraße 86, 86a, 88, 90, 92, 94 | BW                               |
| 38827 Wikidata | Marktstraße 1, 2, 3, 4, 9-10, 11, 12, 13, 14, 15, Hauptstraße 91, Marktstraße u. a. (53° 37′ 48″ N, 10° 41′ 27″ O) | Marktstraße Mölln                             | Marktstraße Mölln; 17.-19. Jh.; auf die mittelalterliche Stadtanlage zurückgehender Straßenzug zwischen historischem Markt und Hauptstraße, kleinteilige Bebauung mit zum Teil verputzten Fachwerkbauten - Begründung: geschichtlich, künstlerisch, städtebaulich - Schutzumfang: Wohn- und Geschäftshäuser (Hauptstraße 91, Marktstraße 1, 2, 3, 4, 11); Wohnhäuser (Marktstraße 9-10, 12, 13, 15); ehem. Apotheke (Marktstraße 14); Rückgebäude (Marktstraße 9-10/Plettengang); Straßenpflasterung | BW                               |
| 50717          | Mühlenplatz 3, 4, 5, Mühlenstraße 24 (53° 37′ 47″ N, 10° 41′ 36″ O)                                                | Wohnbebauung Mühlenplatz 3-5/Mühlenstraße 24  | Wohnbebauung Mühlenplatz 3, 4, 5, Mühlenstraße 24; 17. bis Anfang 19. Jh.; kleinteilige, überwiegend zweigeschossige Wohnbebauung in Fachwerkbauweise - Begründung: geschichtlich, städtebaulich - Schutzumfang: Wohnhäuser (Mühlenplatz 3, Mühlenstraße 24); Wohn- und Geschäftshaus (Mühlenplatz 4); Wohn- und Wirtschaftsgebäude (Mühlenplatz 5) | Fotos hochladen                  |
| 38584          | Mühlenstraße 7, 8, 9 (53° 37′ 42″ N, 10° 41′ 28″ O)                                                                | Baugruppe Mühlenstraße 7, 8, 9                | Baugruppe Mühlenstraße 7, 8, 9; 19. Jh.; zweigeschossige, giebelständige Wohnbebauung aus Fachwerkbauten unter Kurzwalmdach, Rückgebäude Mühlenstraße 9 ehem. Lohgerberei - Begründung: geschichtlich, städtebaulich - Schutzumfang: Wohnhäuser (Mühlenstraße 7, 8, 9); ehem. Lohgerberei (Mühlenstraße 9) | BW                               |
| 50723          | Mühlenstraße 29, 30, 31, 32, 33, Grubenstraße 19 (53° 37′ 43″ N, 10° 41′ 28″ O)                                    | Baugruppe Grubenstraße 19/Mühlenstraße 29-33  | Wohnhäuser Grubenstraße 19, Mühlenstraße 29, 30, 31, 32, 33; 19. Jh.; kleinteilige, überwiegend zweigeschossige, traufständige Bebauung aus Fachwerk- und Mauerwerksbauten - Begründung: geschichtlich, städtebaulich - Schutzumfang: Wohnhaus (Grubenstraße 19); Wohnhäuser (Mühlenstraße 29, 30, 31, 32); ehem. Gasthof (Mühlenstraße 33) | BW                               |
| 50724          | Mühlenstraße 35, 36, 37 (53° 37′ 44″ N, 10° 41′ 31″ O)                                                             | Wohnhäuser Mühlenstraße 35-37                 | Wohnhäuser Mühlenstraße 35, 36, 37; 18. und Wende zum 19. Jahrhundert; kleinteilige, überwiegend zweigeschossige, traufständige Bebauung aus Fachwerk- und Mauerwerksbauten - Begründung: geschichtlich, städtebaulich - Schutzumfang: Wohnhäuser Mühlenstraße 35, 36, 37 | BW                               |
| 50730          | Seestraße 64, 65, 66, 67, 68, 69, 70, 71, 72, 73, 74, 75, 76 (53° 37′ 52″ N, 10° 41′ 28″ O)                        | Wohnhäuser Seestraße 64-76                    | Wohnhäuser Seestraße 64-76; 2. Hälfte 19. Jh.; überwiegend zweigeschossige, traufständige Bebauung aus Mauerwerksbauten mit verputzten Straßenfassaden und Satteldach - Begründung: geschichtlich, städtebaulich - Schutzumfang: Wohnhäuser Seestraße 64, 65, 66, 67, 68, 69, 70, 71, 72, 73, 74, 75, 76 | BW                               |
| 45305 Wikidata | Wallstraße 9, 10, 11 (53° 37′ 41″ N, 10° 41′ 22″ O)                                                                | Wohnhäuser Wallstraße 9, 10, 11               | Baugruppe Wallstraße 9, 10, 11; 18. / 19. Jh.; platzartige Erweiterung des südwestlichen Endes der Wallstraße, Wohnhaus Nr. 10, repräsentativer zweigeschossiger Putzbau Ende 18. Jh. und zwei seitlich gelegene Wohnhäuser des 19. Jhs. - Begründung: geschichtlich, künstlerisch, städtebaulich - Schutzumfang: Wohnhäuser Wallstraße 9, 10, 11 | BW                               |

## Bauliche Anlagen
| Objekt-ID      | Lage                                                     | Offizielle Bezeichnung                             | Beschreibung | Bild                             |
| -------------- | -------------------------------------------------------- | -------------------------------------------------- | --- | -------------------------------- |
| 3411 Wikidata  | Am Markt 1 (53° 37′ 48″ N, 10° 41′ 30″ O)                | Wohnhaus                                           | Wohnhaus; 1632 (inschriftlich); zweigeschossiger, giebelständiger Fachwerkbau in prominenter Ecklage unter Satteldach, reichbeschnitzte Schauseiten mit vorkragendem Ober- und Giebelgeschoss - Begründung: geschichtlich, städtebaulich - Schutzumfang: gesamtes Objekt - Denkmaltyp: Bauliche Anlage, Sachgesamtheit: Marktplatz Mölln | weitere Fotos \| Fotos hochladen |
| 3412 Wikidata  | Am Markt 2 (53° 37′ 48″ N, 10° 41′ 30″ O)                | Heimatmuseum                                       | Heimatmuseum, Bürgerhaus; 1582 (inschriftlich); zweigeschossiger, giebelständiger Fachwerkbau in Ecklage unter Satteldach, reichbeschnitzte Schauseiten mit vorkragendem Ober- und Giebelgeschoss - Begründung: geschichtlich, städtebaulich - Schutzumfang: gesamtes Objekt - Denkmaltyp: Bauliche Anlage, Sachgesamtheit: Marktplatz Mölln | weitere Fotos \| Fotos hochladen |
| 2864 Wikidata  | Am Markt 3 (53° 37′ 48″ N, 10° 41′ 31″ O)                | Wohn- und Geschäftshaus                            | Wohnhaus; 1591 (dendrochronologisch datiert); eingeschossiger, giebelständiger Fachwerkbau unter Satteldach, zum Marktplatz hin nachträglich aufgemauerte Fassade mit einer ziegelgedeckter Utlucht - Begründung: geschichtlich, städtebaulich - Schutzumfang: gesamtes Objekt - Denkmaltyp: Bauliche Anlage, Sachgesamtheit: Marktplatz Mölln | Fotos hochladen                  |
| 3413 Wikidata  | Am Markt 9 (53° 37′ 49″ N, 10° 41′ 32″ O)                | Wohnhaus                                           | Wohnhaus; Anfang 19. Jh., Sanierung 1984–88; zweigeschossiger, giebelständiger Mauerwerksbau unter Kurzwalmdach, straßenseitig dreigeschossige, klassizistische Putzfassade mit gestufter Attika - Begründung: geschichtlich, städtebaulich - Schutzumfang: gesamtes Objekt - Denkmaltyp: Bauliche Anlage, Mehrheit von baulichen Anlagen: Baugruppe Am Markt 4-9 | Fotos hochladen                  |
| 5175 Wikidata  | Am Markt 10 (53° 37′ 49″ N, 10° 41′ 33″ O)               | Pastorat                                           | Villa in Heimatschutzarchitektur, 1910 nach Entwurf der Hamburger Architekten Ludwig Raabe und Otto Wöhlecke errichtet, Backsteinbau mit Fachwerkgiebel, der an die Möllner Bautradition anknüpft. Viereckiger Backstein-Pavillon mit Walmdach, 1910 erbaut. Alteintragung (Aktualisierung vorgesehen) - Begründung: geschichtlich, künstlerisch, städtebaulich - Schutzumfang: Pastorat, Gartenpavillon - Denkmaltyp: Bauliche Anlage | weitere Fotos \| Fotos hochladen |
| 3414 Wikidata  | Am Markt 11 (53° 37′ 50″ N, 10° 41′ 33″ O)               | Wohnhaus                                           | Eingeschossiges traufständiges Fachwerkhaus mit Zwerchhaus, wohl zwischen 1750 und 1800 entstanden; Alteintragung (Aktualisierung vorgesehen) - Begründung: geschichtlich, städtebaulich - Schutzumfang: gesamtes Äußeres - Denkmaltyp: Bauliche Anlage | weitere Fotos \| Fotos hochladen |
| 3426 Wikidata  | Am Markt 12 (53° 37′ 49″ N, 10° 41′ 29″ O)               | Rathaus                                            | Rathaus; 2. Hälfte 14. Jh.; zweigeschossiger gotischer Backsteinbau, im Nordosten reichgegliederter Stufengiebel von 1373, südwestlicher Stufengiebel 1896/97, im Nordwesten zwei jüngere Querflügel - Begründung: geschichtlich, künstlerisch, städtebaulich - Schutzumfang: gesamtes Objekt - Denkmaltyp: Bauliche Anlage, Sachgesamtheit: Marktplatz Mölln | weitere Fotos \| Fotos hochladen |
| 2214           | Am Markt (53° 37′ 50″ N, 10° 41′ 31″ O)                  | Kirche St. Nicolai mit Ausstattung                 | Die hoch über der mittelalterlichen Stadt auf dem Eichberg liegende, dem Heiligen Nikolaus von Myra geweihte Kirche ist der Backsteinromanik zuzurechnen und wird auf den Anfang des 13. Jahrhunderts datiert, da einerseits der Ort Mölln nach dem Verzeichnis des Ratzeburger Domkapitels noch um 1194 zum Kirchspiel Breitenfelde gehörte, aber andererseits bereits im Ratzeburger Zehntregister von 1230 selbst als Ort mit einer Kirche erwähnt ist. Alteintragung (Aktualisierung vorgesehen) - Begründung: geschichtlich, künstlerisch, städtebaulich - Schutzumfang: gesamtes Objekt - Denkmaltyp: Bauliche Anlage, Sachgesamtheit: Kirche St. Nikolai | Fotos hochladen                  |
| 9619 Wikidata  | Am Markt (53° 37′ 49″ N, 10° 41′ 30″ O)                  | Eulenspiegelbrunnen                                | eingeweiht am 17. September 1950 Bronzefigur des Till Eulenspiegel auf Granitsockel, davor rechteckiges Wasserbassin, im Auftrag der Stadt Mölln von dem Bildhauer Karlheinz Goedtke geschaffen - Begründung: geschichtlich, künstlerisch, städtebaulich - Schutzumfang: gesamtes Objekt - Denkmaltyp: Bauliche Anlage, Sachgesamtheit: Marktplatz Mölln | weitere Fotos \| Fotos hochladen |
| 23316          | Am Wall 3 (53° 37′ 44″ N, 10° 41′ 35″ O)                 | Wohnhaus                                           | Wohn- und Geschäftshaus; 18./19. Jh.; zweigeschossiger, traufständiger Fachwerkbau unter Satteldach, straßenseitig vorgeblendete Backsteinfassade - Begründung: geschichtlich, städtebaulich - Schutzumfang: gesamtes Objekt - Denkmaltyp: Bauliche Anlage, Mehrheit von baulichen Anlagen: Wohnhäuser Am Wall 3, 4, 5 | BW                               |
| 10915          | Am Wall 7 (53° 37′ 44″ N, 10° 41′ 34″ O)                 | Wohnhaus                                           | Wohnhaus; um 1856; zweigeschossiger, giebelständiger Fachwerkbau unter Satteldach, Erdgeschoss massiv gemauert, Eckgebäude, Straßengiebel schiffsbugartig vorspringend - Begründung: geschichtlich, städtebaulich - Schutzumfang: gesamtes Objekt - Denkmaltyp: Bauliche Anlage | BW                               |
| 36453          | Am Ziegelsee 2 (53° 37′ 54″ N, 10° 40′ 39″ O)            | Jugendherberge                                     | Jugendherberge; 1935/36, Architekt Karl Schöning; zweigeschossiger Bau mit Fachwerk-Obergeschoss, Satteldach mit Schleppgauben, Speiseräume mit Wandgemälden von Werner Lange - Begründung: geschichtlich, künstlerisch, städtebaulich - Schutzumfang: gesamtes Objekt - Denkmaltyp: Bauliche Anlage | BW                               |
| 3416 Wikidata  | Auf dem Klüschenberg (53° 37′ 34″ N, 10° 41′ 35″ O)      | Wasserturm                                         | Der Turm wurde von 1911 bis 1913 nach den Plänen des Berliner Ingenieurs Hans Ritter errichtet, wobei die Gestaltung wie bei vielen anderen Wassertürmen dieser Zeit nicht als reiner Zweckbau, sondern im neogotischen Stil ähnlich einem Burgturm erfolgte. Das Backsteinbauwerk gliedert sich in einen zylindrischen Schaft und einen etwas vorkragenden Turmkopf, der Ummauerung des Behälters. Alteintragung (Aktualisierung vorgesehen) - Begründung: geschichtlich, städtebaulich - Schutzumfang: gesamtes Äußeres - Denkmaltyp: Bauliche Anlage | weitere Fotos \| Fotos hochladen |
| 23320          | Bauhof 2 (53° 37′ 37″ N, 10° 41′ 15″ O)                  | ehem. Kaiserliches Postamt                         | ehem. Kaiserliches Postamt; 1884; zweigeschossiger, traufständiger Mauerwerksbau unter flachgeneigtem Dach, aufwändige Stuckgliederung im Stil des Historismus, prominente Ecklage - Begründung: geschichtlich, städtebaulich - Schutzumfang: gesamtes Objekt - Denkmaltyp: Bauliche Anlage | BW                               |
| 35981          | Bergstraße 1 (53° 37′ 37″ N, 10° 41′ 16″ O)              | ehem. Garnisonlazarett                             | ehem. Garnisonlazarett; 1872; verputzter Mauerwerksbau unter flach geneigtem Satteldach, gut erhaltene Hälfte eines ursprünglich aus Mittelbau und zwei Seitenrisaliten bestehenden Gebäudes - Begründung: geschichtlich, städtebaulich - Schutzumfang: gesamtes Objekt - Denkmaltyp: Bauliche Anlage | BW                               |
| 35984          | Birkenweg 10 (53° 37′ 31″ N, 10° 41′ 42″ O)              | Wohnhaus                                           | Wohnhaus; 1920er Jahre; zweigeschossiger, kubischer Mauerwerksbau unter Zeltdach, backsteinsichtige Fassaden mit expressionistischen Details - Begründung: geschichtlich, künstlerisch, städtebaulich - Schutzumfang: gesamtes Objekt - Denkmaltyp: Bauliche Anlage | BW                               |
| 7948           | Bleistraße 4 (53° 37′ 42″ N, 10° 41′ 24″ O)              | Wohnhaus                                           | Wohnhaus; um 1650; zweigeschossiges Giebelhaus mit Satteldach, straßenseitig vorkragendes Giebelgeschoss in Fachwerk über gemauertem Erd- und Obergeschoss - Begründung: geschichtlich, städtebaulich - Schutzumfang: gesamtes Objekt - Denkmaltyp: Bauliche Anlage, Mehrheit von baulichen Anlagen: Wohnhäuser Bleistraße 3, 4, 5 | BW                               |
| 52 Wikidata    | Bleistraße 5 (53° 37′ 43″ N, 10° 41′ 22″ O)              | Fachwerkgiebelhaus                                 | Wohnhaus; 1631; eingeschossiges Giebelhaus von 5 Gebinden unter Satteldach, straßenseitig vorkragendes Zwischen- und Giebelgeschoss in Fachwerk über gemauertem Erdgeschoss - Begründung: geschichtlich, städtebaulich - Schutzumfang: gesamtes Objekt - Denkmaltyp: Bauliche Anlage, Mehrheit von baulichen Anlagen: Wohnhäuser Bleistraße 3, 4, 5 | BW                               |
| 29614          | Bleistraße 14 (53° 37′ 43″ N, 10° 41′ 25″ O)             | Werkstattgebäude                                   | Werkstattgebäude; vermutlich 19. Jh.; eingeschossiger, giebelständiger Mauerwerksbau unter Satteldach, funktional gestaltet mit schlichten, backsteinsichtigen Fassaden - Begründung: geschichtlich, städtebaulich, technisch - Schutzumfang: gesamtes Objekt - Denkmaltyp: Bauliche Anlage | BW                               |
| 35958          | Falkenweg 3 (53° 38′ 4″ N, 10° 41′ 2″ O)                 | Wohnhaus                                           | Wohnhaus; 1920er Jahre; eingeschossiger, giebelständiger Mauerwerksbau unter Spitztonnendach, backsteinsichtige Fassaden mit expressionistischen Details - Begründung: geschichtlich, städtebaulich - Schutzumfang: gesamtes Objekt - Denkmaltyp: Bauliche Anlage | BW                               |
| 34787 Wikidata | Feuergräfenstraße 1 (53° 37′ 29″ N, 10° 40′ 57″ O)       | Wohnhaus                                           | Wohnhaus; Ende 19. Jh.; zweigeschossiger Backsteinbau in Ecklage, mit Kieler Dach und geschmiedeter Einfriedung - Begründung: geschichtlich, städtebaulich - Schutzumfang: gesamtes Objekt - Denkmaltyp: Bauliche Anlage | BW                               |
| 29649          | Grambeker Weg 52 (53° 37′ 15″ N, 10° 41′ 1″ O)           | Heinrich-Langhans-Stift                            | Heinrich-Langhans-Stift; 1904/05, Architekt Westphal; zweigeschossiger, quergelagerter Putzbau unter Kurzwalmdach, repräsentative historistische Fassadengliederung; mit vorgelagerter Grünfläche - Begründung: geschichtlich, städtebaulich - Schutzumfang: Heinrich-Langhans-Stift, Grünfläche - Denkmaltyp: Bauliche Anlage | BW                               |
| 2896 Wikidata  | Grubenstraße 1 (53° 37′ 44″ N, 10° 41′ 26″ O)            | Wohnhaus                                           | Wohnhaus; 18./19. Jh.; zweigeschossiger, traufständiger Fachwerkbau unter Satteldach mit straßenseitiger Backsteinfassade - Begründung: geschichtlich, städtebaulich - Schutzumfang: gesamtes Objekt - Denkmaltyp: Bauliche Anlage, Mehrheit von baulichen Anlagen: Wohnhäuser Grubenstraße 1-9 | BW                               |
| 22633          | Grubenstraße 2 (53° 37′ 44″ N, 10° 41′ 26″ O)            | Wohn- und Geschäftshaus                            | Wohn- und Geschäftshaus; 18./19. Jh.; Zweigeschossiger, giebelständiger Fachwerkbau mit Mauerwerksausfachung unter Krüppelwalmdach, straßenseitig Backsteinfassade - Begründung: geschichtlich, städtebaulich - Schutzumfang: gesamtes Objekt - Denkmaltyp: Bauliche Anlage, Mehrheit von baulichen Anlagen: Wohnhäuser Grubenstraße 1-9 | BW                               |
| 2894 Wikidata  | Grubenstraße 5 (53° 37′ 43″ N, 10° 41′ 27″ O)            | Wohnhaus                                           | Wohn- und Geschäftshaus; 18./19. Jh.; zweigeschossiger, giebelständiger Fachwerkbau mit Mauerwerksausfachung unter Satteldach, straßenseitig reichgegliederte Backsteinfassade - Begründung: geschichtlich, städtebaulich - Schutzumfang: gesamtes Objekt - Denkmaltyp: Bauliche Anlage, Mehrheit von baulichen Anlagen: Wohnhäuser Grubenstraße 1-9 | BW                               |
| 20643          | Grubenstraße 8 (53° 37′ 43″ N, 10° 41′ 27″ O)            | Wohnhaus                                           | Wohnhaus; im Kern 17. Jh., überbaut 18./Anfang 19. Jh.; zweigeschossiger, giebelständiger Wohnbau unter Kurzwalmdach mit verputzten Fassaden - Begründung: geschichtlich, städtebaulich - Schutzumfang: gesamtes Objekt - Denkmaltyp: Bauliche Anlage, Mehrheit von baulichen Anlagen: Wohnhäuser Grubenstraße 1-9 | BW                               |
| 2895 Wikidata  | Wohnhaus Grubenstraße 19 (53° 37′ 43″ N, 10° 41′ 28″ O)  | Wohnhaus                                           | Wohnhaus; vermutlich Anfang 19. Jh., umfassende Sanierung 1986; zweigeschossiger, giebelständiger Fachwerkbau unter Kurzwalmdach - Begründung: geschichtlich, städtebaulich - Schutzumfang: gesamtes Objekt - Denkmaltyp: Bauliche Anlage, Mehrheit von baulichen Anlagen: Baugruppe Grubenstraße 19/Mühlenstraße 29-33 | BW                               |
| 3124 Wikidata  | Hauptstraße 3 (53° 37′ 29″ N, 10° 41′ 0″ O)              | Alter Bahnhof                                      | Alter Bahnhof; 1851; zweigeschossiger, traufständiger Mauerwerksbau unter flachem, vorkragendem Satteldach, Fassadengliederung mit Sandstein-Zierelementen in klassizistischer Formensprache - Begründung: geschichtlich, städtebaulich - Schutzumfang: gesamtes Objekt - Denkmaltyp: Bauliche Anlage, Sachgesamtheit: Bahnhof Mölln | BW                               |
| 36309          | Hauptstraße 32 (53° 37′ 34″ N, 10° 41′ 6″ O)             | Wohnhaus                                           | Wohnhaus; Anfang 20. Jh.; zweigeschossiger, traufständiger Putzbau unter Satteldach mit zwei Dachgauben, straßenseitig mit Stuckverzierungen und Balkon, bauzeitliches Rückgebäude - Begründung: geschichtlich, städtebaulich - Schutzumfang: gesamtes Objekt - Denkmaltyp: Bauliche Anlage | BW                               |
| 23324          | Hauptstraße 47 (53° 37′ 41″ N, 10° 41′ 17″ O)            | Apotheke                                           | Apotheke; 1846, Umbau 1936, Sanierung 1983/83; dreigeschossiger, traufständiger Putzbau unter Satteldach, straßenseitig im Erdgeschoss Fassadengestaltung mit Spitzbogenfenstern von 1936 - Begründung: geschichtlich, städtebaulich - Schutzumfang: gesamtes Objekt - Denkmaltyp: Bauliche Anlage | BW                               |
| 23328          | Hauptstraße 60 (53° 37′ 40″ N, 10° 41′ 16″ O)            | Wohn- und Geschäftshaus                            | Wohn- und Geschäftshaus; 1830, Umbau 19. Jh., Zimmermeister Elberling; zweigeschossiger, traufständiger Bau, im Kern vermutlich Fachwerk, Backsteinfassade, einseitiges Kurzwalmdach - Begründung: geschichtlich, städtebaulich - Schutzumfang: gesamtes Objekt - Denkmaltyp: Bauliche Anlage | BW                               |
| 23335          | Hauptstraße 74 (53° 37′ 42″ N, 10° 41′ 20″ O)            | Wohn- und Geschäftshaus                            | Wohn- und Geschäftshaus; um 1858; zweieinhalbgeschossiger, traufständiger Putzbau unter Walmdach, aufwändige historistischer Stuckgliederung mit ornamentierten Fensterverdachungen - Begründung: geschichtlich, städtebaulich - Schutzumfang: gesamtes Objekt - Denkmaltyp: Bauliche Anlage, Mehrheit von baulichen Anlagen: Wohn- und Geschäftshäuser Hauptstraße 74-76 | BW                               |
| 23336          | Hauptstraße 76 (53° 37′ 42″ N, 10° 41′ 20″ O)            | Wohn- und Geschäftshaus                            | Wohn- und Geschäftshaus; um 1858; zweieinhalbgeschossiger, traufständiger Putzbau mit aufwändiger historistischer Stuckgliederung, mittelalterlicher Stadtmauerrest im Seitenflügel - Begründung: geschichtlich, städtebaulich - Schutzumfang: gesamtes Objekt - Denkmaltyp: Bauliche Anlage, Mehrheit von baulichen Anlagen: Wohn- und Geschäftshäuser Hauptstraße 74-76 | BW                               |
| 29618          | Hauptstraße 86 (53° 37′ 44″ N, 10° 41′ 23″ O)            | Wohn- und Geschäftshaus                            | Wohn- und Geschäftshaus; um 1900; dreigeschossiger, traufständiger Mauerwerksbau unter Satteldach, straßenseitig verputztes Erdgeschoss und Stuckgliederung in den Obergeschossen - Begründung: geschichtlich, städtebaulich - Schutzumfang: gesamtes Äußeres - Denkmaltyp: Bauliche Anlage, Mehrheit von baulichen Anlagen: Wohn- und Geschäftshäuser Hauptstraße 86-94 | BW                               |
| 50964          | Hauptstraße 86a (53° 37′ 43″ N, 10° 41′ 24″ O)           | Wohn- und Geschäftshaus                            | Wohn- und Geschäftshaus; um 1900; dreigeschossiger, traufständiger Mauerwerksbau unter Satteldach, straßenseitig verputztes Erdgeschoss und Stuckgliederung in den Obergeschossen - Begründung: geschichtlich, städtebaulich - Schutzumfang: gesamtes Äußeres - Denkmaltyp: Bauliche Anlage, Mehrheit von baulichen Anlagen: Wohn- und Geschäftshäuser Hauptstraße 86-94 | BW                               |
| 29619          | Hauptstraße 88 (53° 37′ 44″ N, 10° 41′ 24″ O)            | Wohn- und Geschäftshaus                            | Wohn- und Geschäftshaus; um 1900; dreigeschossiger, traufständiger Mauerwerksbau unter Satteldach, straßenseitig verputztes Erdgeschoss und Stuckgliederung in den Obergeschossen - Begründung: geschichtlich, städtebaulich - Schutzumfang: gesamtes Objekt - Denkmaltyp: Bauliche Anlage, Mehrheit von baulichen Anlagen: Wohn- und Geschäftshäuser Hauptstraße 86-94 | BW                               |
| 29620          | Hauptstraße 90 (53° 37′ 44″ N, 10° 41′ 24″ O)            | Wohn- und Geschäftshaus                            | Wohn- und Geschäftshaus; um 1900; dreigeschossiger, traufständiger Mauerwerksbau unter Satteldach, straßenseitig verputztes Erdgeschoss und Stuckgliederung in den Obergeschossen - Begründung: geschichtlich, städtebaulich - Schutzumfang: gesamtes Objekt - Denkmaltyp: Bauliche Anlage, Mehrheit von baulichen Anlagen: Wohn- und Geschäftshäuser Hauptstraße 86-94 | BW                               |
| 24184 Wikidata | Hauptstraße 91 (53° 37′ 46″ N, 10° 41′ 27″ O)            | Wohn- und Geschäftshaus                            | Wohn- und Geschäftshaus; 18. u. 19. Jh., im Kern 1696 (dendrochronologisch); zweigeschossiger Fachwerk- und Backsteinbau in mehreren Bauphasen, traufständige Walmdächer, prominente Ecklage, EG mit jüngeren Veränderungen, im Keller spätgotisches Kreuzrippengewölbe 15./Anfang 16. Jahrhundert und 1696. Fassade im Obergeschoss um 1800 erneuert. Befunde im Erdgeschoss durch Totalsanierung 1986/87 zerstört. - Begründung: geschichtlich, wissenschaftlich, städtebaulich - Schutzumfang: gesamtes Objekt - Denkmaltyp: Bauliche Anlage, Mehrheit von baulichen Anlagen: Marktstraße Mölln                                                              | BW                               |
| 2893 Wikidata  | Hauptstraße 99 (53° 37′ 47″ N, 10° 41′ 29″ O)            | Wohnhaus                                           | Zweigeschossiges Giebelhaus, erbaut um 1800, 1990 saniert, rückseitig Reste des Vorgängerbaus von 1620/1621; Wohnhaus; Alteintragung (Aktualisierung vorgesehen) - Begründung: Alteintragung (Aktualisierung vorgesehen) - Schutzumfang: Alteintragung (Aktualisierung vorgesehen) - Denkmaltyp: Bauliche Anlage | BW                               |
| 3417 Wikidata  | Hauptstraße 99 (53° 37′ 47″ N, 10° 41′ 30″ O)            | Wohnhaus (Rückflügel)                              | Alteintragung (Aktualisierung vorgesehen) - Begründung: Alteintragung (Aktualisierung vorgesehen) - Schutzumfang: Alteintragung (Aktualisierung vorgesehen) - Denkmaltyp: Bauliche Anlage | BW                               |
| 2897 Wikidata  | Hauptstraße 103 (53° 37′ 47″ N, 10° 41′ 31″ O)           | Wohnhaus                                           | Fachwerk-Giebelhaus, Erdgeschoss massiv erneuert, um 1667/1668 errichtet, 1986 saniert; Alteintragung (Aktualisierung vorgesehen) - Begründung: Alteintragung (Aktualisierung vorgesehen) - Schutzumfang: Alteintragung (Aktualisierung vorgesehen) - Denkmaltyp: Bauliche Anlage | Fotos hochladen                  |
| 3418 Wikidata  | Hauptstraße 106 (53° 37′ 46″ N, 10° 41′ 28″ O)           | Wohn- und Geschäftshaus                            | Wohn- und Geschäftshaus; 1667–69; zweigeschossiger Fachwerkbau mit Krüppelwalmdach, Ecklage, straßenseitiger Kraggiebel mit geschweiften Knaggen und Backsteinzierverbänden, umfassender Fachwerkbestand im Innern, Aufzugswinde; Fachwerkrückflügel 1685 und 1696 - Begründung: geschichtlich, wissenschaftlich, städtebaulich - Schutzumfang: gesamtes Objekt - Denkmaltyp: Bauliche Anlage | weitere Fotos \| Fotos hochladen |
| 2898 Wikidata  | Hauptstraße 107 (53° 37′ 48″ N, 10° 41′ 32″ O)           | Wohnhaus                                           | Zweigeschossiger Fachwerkbau mit Jugendstilfassade, Kernbau 1613/1614 dendrochronologisch datiert, Obergeschoss an der Traufseite über beschnitzten Knaggen vorkragend; Alteintragung (Aktualisierung vorgesehen) - Begründung: Alteintragung (Aktualisierung vorgesehen) - Schutzumfang: Alteintragung (Aktualisierung vorgesehen) - Denkmaltyp: Bauliche Anlage | BW                               |
| 2899 Wikidata  | Hauptstraße 109 (53° 37′ 48″ N, 10° 41′ 32″ O)           | Wohnhaus                                           | Wohnhaus; 1789 (archivalisch), Sanierung 1987/88; zweigeschossiger, giebelständiger Fachwerkbau mit Mauerwerksausfachung unter Satteldach, westliche Traufseite im Obergeschoss weit auskragend - Begründung: geschichtlich, städtebaulich - Schutzumfang: gesamtes Objekt - Denkmaltyp: Bauliche Anlage, Sachgesamtheit: Wohnhaus mit Hofgebäude | BW                               |
| 26673          | Hauptstraße 114 (53° 37′ 46″ N, 10° 41′ 30″ O)           | Wohn- und Geschäftshaus                            | Wohn- und Geschäftshaus; 18. Jh.; zweigeschossiger, giebelständiger Fachwerkbau unter Kurzwalmdach, leicht vorkragende Schwellbalken und paarweise angeordnete Fachwerkständer - Begründung: geschichtlich, städtebaulich - Schutzumfang: gesamtes Objekt - Denkmaltyp: Bauliche Anlage | BW                               |
| 29626          | Hauptstraße 116 (53° 37′ 46″ N, 10° 41′ 30″ O)           | Wohn- und Geschäftshaus                            | Wohn- und Geschäftshaus; Ende 19. Jh.; zweigeschossiger, traufständiger Mauerwerksbau unter Satteldach, verputztes Erdgeschoss und Stuckgliederung im Obergeschoss, prominente Ecklage - Begründung: geschichtlich, städtebaulich - Schutzumfang: gesamtes Objekt - Denkmaltyp: Bauliche Anlage | BW                               |
| 29627          | Hauptstraße 117 (53° 37′ 49″ N, 10° 41′ 33″ O)           | Wohnhaus                                           | Wohnhaus; 1. Hälfte 19. Jh.; zweigeschossiger, giebelständiger Fachwerkbau unter Satteldach mit straßenseitiger Backsteinfassade, zweigeschossiger Rückflügel von 1753 (inschriftlich) - Begründung: geschichtlich, städtebaulich - Schutzumfang: gesamtes Objekt - Denkmaltyp: Bauliche Anlage | BW                               |
| 3419 Wikidata  | Hauptstraße 118–120 (53° 37′ 47″ N, 10° 41′ 31″ O)       | Wohnhaus                                           | Eckhaus mit Resten eines Hauses von 1409 (Rückgiebel, Teile des Gerüsts), 1640 diverse Umbauten, 1986 saniert; Alteintragung (Aktualisierung vorgesehen) - Begründung: geschichtlich, wissenschaftlich, städtebaulich - Schutzumfang: gesamtes Objekt - Denkmaltyp: Bauliche Anlage | Fotos hochladen                  |
| 23342          | Hauptstraße 121 (53° 37′ 49″ N, 10° 41′ 34″ O)           | ehem. Predigerwitwenhaus                           | ehem. Predigerwitwenhaus; 1795 (inschriftlich); zweigeschossiger, giebelständiger Fachwerkbau mit Mauerwerksausfachung unter Kurzwalmdach, Straßenfassade in Erd- und Obergeschoss aufgemauert - Begründung: geschichtlich, städtebaulich - Schutzumfang: gesamtes Objekt - Denkmaltyp: Bauliche Anlage | BW                               |
| 29629 Wikidata | Hauptstraße 123 (53° 37′ 51″ N, 10° 41′ 34″ O)           | Wohn- und Geschäftshaus                            | Wohn- und Geschäftshaus; Ende 19. Jh.; zweigeschossiger Backsteinbau in Ecklage, traufständig mit Satteldach, Backsteingliederung - Begründung: geschichtlich, städtebaulich - Schutzumfang: gesamtes Objekt - Denkmaltyp: Bauliche Anlage | BW                               |
| 29630          | Hauptstraße 127 (53° 37′ 51″ N, 10° 41′ 34″ O)           | Wohn- und Geschäftshaus                            | Wohn- und Geschäftshaus; Ende 19. Jh.; zweieinhalbgeschossiger, traufständiger Mauerwerksbau unter Satteldach, verputzte Straßenfassade mit zeittypischer Stuckgliederung - Begründung: geschichtlich, städtebaulich - Schutzumfang: gesamtes Objekt - Denkmaltyp: Bauliche Anlage | BW                               |
| 23343          | Hauptstraße 128 (53° 37′ 47″ N, 10° 41′ 33″ O)           | Wohn- und Geschäftshaus                            | Wohn- und Geschäftshaus; spätes 18. Jh.; zweigeschossiger, giebelständiger Fachwerkbau mit Mauerwerksausfachung unter Mansarddach, straßenseitig klassizistische Backsteinfassade - Begründung: geschichtlich, städtebaulich - Schutzumfang: gesamtes Objekt - Denkmaltyp: Bauliche Anlage | BW                               |
| 3420 Wikidata  | Hauptstraße 129 (53° 37′ 52″ N, 10° 41′ 33″ O)           | Wohnhaus                                           | Zweigeschossiges Fachwerk-Giebelhaus mit Krüppelwalmdach und Auslucht, wohl 18. Jahrhundert; Alteintragung (Aktualisierung vorgesehen) - Begründung: Alteintragung (Aktualisierung vorgesehen) - Schutzumfang: Alteintragung (Aktualisierung vorgesehen) - Denkmaltyp: Bauliche Anlage | Fotos hochladen                  |
| 50716          | Hauptstraße 131 (53° 37′ 54″ N, 10° 41′ 34″ O)           | Pumpenhaus                                         | Pumpenhaus; Anfang des 20. Jh.; eingeschossiger, backsteinsichtiger Mauerwerksbau auf rundem Grundriss unter Kegeldach, Betonsprossenfenster mit Drahtglasscheiben - Begründung: geschichtlich, städtebaulich, technisch - Schutzumfang: gesamtes Objekt - Denkmaltyp: Bauliche Anlage | BW                               |
| 23344          | Hauptstraße 132 (53° 37′ 48″ N, 10° 41′ 34″ O)           | Wohnhaus                                           | Wohnhaus; 19. Jh.; zweigeschossiger, giebelständiger Fachwerkbau mit Mauerwerksausfachung unter Kurzwalmdach, Straßenfassade in Erd- und Obergeschoss aufgemauert, prominente Ecklage - Begründung: geschichtlich, städtebaulich - Schutzumfang: gesamtes Objekt - Denkmaltyp: Bauliche Anlage | BW                               |
| 23345          | Hauptstraße 136 (53° 37′ 48″ N, 10° 41′ 34″ O)           | Wohn- und Geschäftshaus                            | Wohn- und Geschäftshaus; 1815 (inschriftlich); dreigeschossiger, traufständiger Mauerwerksbau unter Walmdach, 1817–33 Reiseunterkunft des Königs von Dänemark und Norwegen Friedrich VI. - Begründung: geschichtlich, städtebaulich - Schutzumfang: gesamtes Objekt - Denkmaltyp: Bauliche Anlage | BW                               |
| 3423 Wikidata  | Hauptstraße 142 a (53° 37′ 49″ N, 10° 41′ 35″ O)         | ehemalige Schule                                   | ehem. Schule; 1859, Umbau 1878, Sanierung 1988–90; eingeschossiger, klassizistischer Putzbau unter Satteldach mit Mittelrisalit, Fassaden der Langseiten mit Fugenschnitt, Rundbogenfenster - Begründung: geschichtlich, städtebaulich - Schutzumfang: gesamtes Objekt - Denkmaltyp: Bauliche Anlage, Sachgesamtheit: Stadthauptmannshof | BW                               |
| 3421 Wikidata  | Hauptstraße 144–148 (53° 37′ 51″ N, 10° 41′ 37″ O)       | ehemalige Lehrerwohnungen                          | ehem. Lehrerwohnungen; um 1820, Sanierung 1995; eingeschossiges Fachwerkreihenhaus mit Mauerwerksausfachung unter Kurzwalmdach, auf der Hofseite drei übergiebelte Zwerchhäuser - Begründung: geschichtlich, städtebaulich - Schutzumfang: gesamtes Objekt - Denkmaltyp: Bauliche Anlage, Sachgesamtheit: Stadthauptmannshof | Fotos hochladen                  |
| 3424 Wikidata  | Hauptstraße 148a (53° 37′ 50″ N, 10° 41′ 36″ O)          | ehem. Gästehaus „Medaillongebäude“                 | ehem. Gästehaus „Medaillongebäude“; 1550 (dendrochronologisch und inschriftlich), Sanierung 1992–96; zweigeschossiger, backsteinsichtiger Mauerwerksbau auf L-förmigem Grundriss, Satteldach - Begründung: geschichtlich, städtebaulich - Schutzumfang: gesamtes Objekt - Denkmaltyp: Bauliche Anlage, Sachgesamtheit: Stadthauptmannshof | Fotos hochladen                  |
| 3422 Wikidata  | Hauptstraße 150 (53° 37′ 50″ N, 10° 41′ 35″ O)           | ehemaliges Stadthauptmannshaus                     | ehem. Stadthauptmannshaus; 1413/14 (dendrochronologisch), Sanierung 1984/89; eingeschossiger Backsteinbau unter Kurzwalmdach, L-förmig daran anschließend dreigeschossiger Trakt des 16. Jh. - Begründung: geschichtlich, städtebaulich - Schutzumfang: gesamtes Objekt - Denkmaltyp: Bauliche Anlage, Sachgesamtheit: Stadthauptmannshof | BW                               |
| 36029          | Hempschört 34 (53° 37′ 11″ N, 10° 41′ 13″ O)             | Kath. Kirche Heilig Kreuz                          | Kath. Kirche Heilig Kreuz; 1957–58, Architekt Walter Bebert; dreischiffige, backsteinsichtige Basilika mit angeschlossenem Glockenturm; eingeschossiges Pfarrhaus mit Garagenanbau - Begründung: geschichtlich, künstlerisch, städtebaulich - Schutzumfang: gesamtes Objekt - Denkmaltyp: Bauliche Anlage | BW                               |
| 32242 Wikidata | Hindenburgstraße 5–15 (53° 37′ 23″ N, 10° 41′ 44″ O)     | Hauptgebäude (Dreiflügelbau)                       | Alteintragung (Aktualisierung vorgesehen) - Begründung: geschichtlich, wissenschaftlich, künstlerisch, städtebaulich - Schutzumfang: gesamtes Äußeres - Denkmaltyp: Bauliche Anlage | BW                               |
| 32243 Wikidata | Hindenburgstraße 5–15 (53° 37′ 26″ N, 10° 41′ 41″ O)     | Offiziersvilla (Haus 2)                            | Alteintragung (Aktualisierung vorgesehen) - Begründung: geschichtlich, künstlerisch, städtebaulich - Schutzumfang: gesamtes Äußeres - Denkmaltyp: Bauliche Anlage | BW                               |
| 32244 Wikidata | Hindenburgstraße 5–15 (53° 37′ 24″ N, 10° 41′ 38″ O)     | Offiziersvilla (Haus 4)                            | Alteintragung (Aktualisierung vorgesehen) - Begründung: geschichtlich, künstlerisch, städtebaulich - Schutzumfang: gesamtes Äußeres - Denkmaltyp: Bauliche Anlage | BW                               |
| 32245 Wikidata | Hindenburgstraße 5–15 (53° 37′ 20″ N, 10° 41′ 45″ O)     | Offiziersvilla (Haus 11)                           | Alteintragung (Aktualisierung vorgesehen) - Begründung: geschichtlich, künstlerisch, städtebaulich - Schutzumfang: gesamtes Äußeres - Denkmaltyp: Bauliche Anlage | BW                               |
| 32246 Wikidata | Hindenburgstraße 5–15 (53° 37′ 22″ N, 10° 41′ 48″ O)     | Offiziersvilla (Haus 12)                           | Alteintragung (Aktualisierung vorgesehen) - Begründung: geschichtlich, künstlerisch, städtebaulich - Schutzumfang: gesamtes Äußeres - Denkmaltyp: Bauliche Anlage | BW                               |
| 22519          | Hindenburgstraße (53° 37′ 28″ N, 10° 41′ 24″ O)          | Mausoleum Dahm                                     | Mausoleum Dahm; 1841, Bauherr Senator Georg Dahm; eingeschossiger Putzbau unter flachem Zeltdach, klassizistische Fassadengestaltung, Portikus mit Dreiecksgiebel auf dorischen Säulen - Begründung: geschichtlich, städtebaulich - Schutzumfang: gesamtes Objekt - Denkmaltyp: Bauliche Anlage | weitere Fotos \| Fotos hochladen |
| 20787          | Immenstelle 13 (53° 36′ 45″ N, 10° 41′ 27″ O)            | Heiliggeistkirche                                  | Heiliggeistkirche; 1955/56, Architekt Hanns Engelhardt; einschiffige, backsteinsichtige Saalkirche unter Satteldach mit Dachreiter, betont schlichte, traditionelle Formensprache; mit Einfriedung - Begründung: geschichtlich, künstlerisch, städtebaulich - Schutzumfang: Heiliggeistkirche, mit Einfriedung - Denkmaltyp: Bauliche Anlage | BW                               |
| 36227          | Jähnenstraße 3 (53° 37′ 45″ N, 10° 41′ 32″ O)            | Wohnhaus                                           | Wohnhaus; 1792/93 (archivalisch); eingeschossiger, giebelständiger Fachwerkbau unter Schopfwalmdach mit breit gelagerter Straßenfront, Innenstruktur und Ausstattung in Teilen erhalten - Begründung: geschichtlich, städtebaulich - Schutzumfang: gesamtes Objekt - Denkmaltyp: Bauliche Anlage | BW                               |
| 36042          | Kaiser-Friedrich-Straße 8 (53° 37′ 36″ N, 10° 41′ 41″ O) | Wohnhaus                                           | Wohnhaus; 1905 (inschriftlich); zweigeschossiger Putzbau mit dreigeschossigem Querflügel, Giebel der Satteldächer mit Freigespärre, repräsentative Fassadengestaltung mit Jugendstilornamentik - Begründung: geschichtlich, städtebaulich - Schutzumfang: gesamtes Objekt - Denkmaltyp: Bauliche Anlage | BW                               |
| 36052          | Kerschensteinerstraße 2 (53° 37′ 13″ N, 10° 41′ 10″ O)   | Bronzeplastik „Handwerker am Bau“                  | Bronzeplastik „Handwerker am Bau“; 1963, Bildhauer Karlheinz Goedtke; überlebensgroße Bronzeplastik auf dem Gelände der Beruflichen Schulen des Kreises Herzogtum Lauenburg - Begründung: geschichtlich, künstlerisch, städtebaulich - Schutzumfang: gesamtes Objekt - Denkmaltyp: Bauliche Anlage | BW                               |
| 10736          | Lindenweg 1 a (53° 37′ 40″ N, 10° 41′ 48″ O)             | Konzertmuschel                                     | Konzertmuschel; 1912; Holzkonstruktion auf gemauertem Sockelgeschoss mit Souterrainräumen, halbrunde Kalotte aus Putzträger und Mörtel unter Mansarddach, seitliche Außentreppe - Begründung: geschichtlich, städtebaulich - Schutzumfang: gesamtes Objekt - Denkmaltyp: Bauliche Anlage | BW                               |
| 30975          | Lindenweg 2 (53° 37′ 34″ N, 10° 41′ 43″ O)               | Wohnhaus                                           | Wohnhaus; Ende 19. Jh.; eingeschossiger Putzbau mit Seitenrisalit, Satteldach in den Giebeln zum Teil mit Schnitzwerk gestaltet, reiche Fassadengliederung mit Eckrustika, Loggia und Erkern - Begründung: geschichtlich, städtebaulich - Schutzumfang: gesamtes Objekt - Denkmaltyp: Bauliche Anlage | BW                               |
| 36057          | Lindenweg 8 (53° 37′ 41″ N, 10° 41′ 42″ O)               | Wohnhaus                                           | Wohnhaus; Ende 19. Jh.; zweigeschossiger, traufständiger Putzbau unter flachgeneigtem Satteldach, in den Giebeln Freigespärre, reiche Fassadengliederung mit Eckrustika, Balkonen und Erkern - Begründung: geschichtlich, städtebaulich - Schutzumfang: gesamtes Objekt - Denkmaltyp: Bauliche Anlage | BW                               |
| 36048          | Lindenweg (53° 37′ 37″ N, 10° 41′ 48″ O)                 | ehem. Forsthaus                                    | ehem. Forsthaus; 1947; eingeschossiger, traufständiger Holzbau in Blockbauweise unter Satteldach, Sockelgeschoss aus Feldsteinen, bauzeitliche Holzsprossenfenster - Begründung: geschichtlich, städtebaulich - Schutzumfang: gesamtes Objekt - Denkmaltyp: Bauliche Anlage | BW                               |
| 23351 Wikidata | Marktstraße 4 (53° 37′ 47″ N, 10° 41′ 28″ O)             | Wohn- und Geschäftshaus                            | Wohn- und Geschäftshaus; im Kern vermutlich Anfang 19. Jh., Fassade Ende 19. Jh.; dreigeschossiger Fachwerkbau mit Walmdach, Traufstellung, reiche Putzgliederung in neubarocken Formen mit Mittelbalkon - Begründung: geschichtlich, künstlerisch, städtebaulich - Schutzumfang: gesamtes Objekt - Denkmaltyp: Bauliche Anlage, Mehrheit von baulichen Anlagen: Marktstraße Mölln | Fotos hochladen                  |
| 3425 Wikidata  | Marktstraße 14 (53° 37′ 48″ N, 10° 41′ 27″ O)            | Wohnhaus (ehemalige Apotheke)                      | ehem. Apotheke; 1622 (dendrochronologisch), 1649/50; zweigeschossiges Fachwerkgiebelhaus mit Halbwalmdach in Ecklage am Markt, vorkragende Geschosse auf ornamentierten Knaggen und Bohlen, bauzeitliche Haustür mit Oberlicht - Begründung: geschichtlich, künstlerisch, städtebaulich - Schutzumfang: gesamtes Objekt - Denkmaltyp: Bauliche Anlage, Mehrheit von baulichen Anlagen: Marktstraße Mölln | Fotos hochladen                  |
| 36058          | Mühlenplatz 1 (53° 37′ 47″ N, 10° 41′ 34″ O)             | ehem. Feuerwache                                   | ehem. Feuerwache; 1934; zweigeschossiger, backsteinsichtiger Mauerwerksbau auf t-förmigem Grundriss unter Walmdach mit Schleppgauben, straßenseitig vier Toreinfahrten - Begründung: geschichtlich, städtebaulich - Schutzumfang: gesamtes Objekt - Denkmaltyp: Bauliche Anlage | BW                               |
| 24186          | Mühlenplatz 3 (53° 37′ 46″ N, 10° 41′ 35″ O)             | Wohnhaus                                           | Wohnhaus; um 1671 (dendrochronologisch), Straßenfassade 1906 erneuert, Sanierung 1989; eingeschossiger, giebelständiger Fachwerkbau unter Kurzwalmdach, straßenseitig Backsteinfassade - Begründung: geschichtlich, städtebaulich - Schutzumfang: gesamtes Objekt - Denkmaltyp: Bauliche Anlage, Mehrheit von baulichen Anlagen: Wohnbebauung Mühlenplatz 3-5/Mühlenstraße 24 | BW                               |
| 24187          | Mühlenplatz 4 (53° 37′ 46″ N, 10° 41′ 35″ O)             | Wohn- und Geschäftshaus                            | Wohn- und Geschäftshaus; 18. Jh., Straßenfassade 1983 wiederhergestellt; zweigeschossiger, traufständiger Fachwerkbau mit Mauerwerksausfachung unter Kurzwalmdach - Begründung: geschichtlich, städtebaulich - Schutzumfang: gesamtes Objekt - Denkmaltyp: Bauliche Anlage, Mehrheit von baulichen Anlagen: Wohnbebauung Mühlenplatz 3-5/Mühlenstraße 24 | BW                               |
| 3415 Wikidata  | Mühlenplatz 9 (53° 37′ 46″ N, 10° 41′ 37″ O)             | ehemalige Stadtmühle                               | ehem. Stadtmühle; 1864/65, Sanierung 1992/93; dreigeschossiger, backsteinsichtiger Mauerwerksbau unter Satteldach, eingeschossiger Turbinenhausanbau; mit Hofpflasterung - Begründung: geschichtlich, städtebaulich, technisch - Schutzumfang: ehem. Stadtmühle, Hofpflasterung - Denkmaltyp: Bauliche Anlage, Sachgesamtheit: Stadtmühle Mölln | weitere Fotos \| Fotos hochladen |
| 23266 Wikidata | Mühlenplatz 9 (53° 37′ 45″ N, 10° 41′ 36″ O)             | Mühlenwehr                                         | Mühlenwehr; vermutlich 2. Hälfte 19. Jh.; bestehend aus zweiteiliger Rechenanlage und Brücke; mit spätklassizistischem Gusseisengeländer und historischer Wasserpumpe - Begründung: geschichtlich, städtebaulich, technisch - Schutzumfang: Mühlenwehr, Gusseisengeländer, Wasserpumpe - Denkmaltyp: Bauliche Anlage, Sachgesamtheit: Stadtmühle Mölln | Fotos hochladen                  |
| 2900 Wikidata  | Mühlenstraße 1 (53° 37′ 41″ N, 10° 41′ 25″ O)            | Wohnhaus                                           | Eingeschossiges Eckhaus, um 1558 errichtet, 1986 saniert; Alteintragung (Aktualisierung vorgesehen) - Begründung: Alteintragung (Aktualisierung vorgesehen) - Schutzumfang: Alteintragung (Aktualisierung vorgesehen) - Denkmaltyp: Bauliche Anlage | BW                               |
| 23360          | Mühlenstraße 2 (53° 37′ 41″ N, 10° 41′ 26″ O)            | Wohnhaus                                           | Wohnhaus; Mitte 19. Jh.; zweigeschossiger, traufständiger Fachwerkbau mit Mauerwerksausfachung unter Satteldach, straßenseitig vorgeblendete Backsteinfassade - Begründung: geschichtlich, städtebaulich - Schutzumfang: gesamtes Objekt - Denkmaltyp: Bauliche Anlage | BW                               |
| 29637          | Mühlenstraße 7 (53° 37′ 42″ N, 10° 41′ 28″ O)            | Wohnhaus                                           | Wohnhaus; Mitte 19. Jh.; zweigeschossiger, giebelständiger Fachwerkbau unter Kurzwalmdach, straßenseitig vorgeblendete, verputzte Backsteinfassade mit repräsentativer Stuckgliederung - Begründung: geschichtlich, städtebaulich - Schutzumfang: gesamtes Objekt - Denkmaltyp: Bauliche Anlage, Mehrheit von baulichen Anlagen: Baugruppe Mühlenstraße 7, 8, 9 | BW                               |
| 29638          | Mühlenstraße 8 (53° 37′ 42″ N, 10° 41′ 28″ O)            | Wohnhaus                                           | Wohnhaus; Mitte 19. Jh.; zweigeschossiger, giebelständiger Fachwerkbau mit Mauerwerksausfachung unter Kurzwalmdach, straßenseitig vorgeblendete Backsteinfassade - Begründung: geschichtlich, städtebaulich - Schutzumfang: gesamtes Objekt - Denkmaltyp: Bauliche Anlage, Mehrheit von baulichen Anlagen: Baugruppe Mühlenstraße 7, 8, 9 | BW                               |
| 23361          | Mühlenstraße 9 (53° 37′ 42″ N, 10° 41′ 28″ O)            | ehem. Lohgerberei                                  | ehem. Lohgerberei; 1889, Anbau 1929; zweigeschossiger, traufständiger Fachwerkbau mit Mauerwerksausfachung unter Satteldach mit südöstlich anschließendem ehem. Lederlager - Begründung: geschichtlich, städtebaulich - Schutzumfang: gesamtes Äußeres - Denkmaltyp: Bauliche Anlage, Mehrheit von baulichen Anlagen: Baugruppe Mühlenstraße 7, 8, 9 | BW                               |
| 2901 Wikidata  | Mühlenstraße 24 (53° 37′ 45″ N, 10° 41′ 35″ O)           | Wohnhaus                                           | Wohnhaus; um 1700, vermutl. umgebaut Anfang 19. Jh., Sanierung 1986; zweigeschossiger, giebelständiger Fachwerkbau mit Mauerwerksausfachung unter Satteldach, Eckgebäude - Begründung: geschichtlich, städtebaulich - Schutzumfang: gesamtes Objekt - Denkmaltyp: Bauliche Anlage, Mehrheit von baulichen Anlagen: Wohnbebauung Mühlenplatz 3-5/Mühlenstraße 24 | Fotos hochladen                  |
| 2902 Wikidata  | Mühlenstraße 25 a (53° 37′ 41″ N, 10° 41′ 24″ O)         | Wohn- und Geschäftshaus                            | Alteintragung (Aktualisierung vorgesehen) - Begründung: Alteintragung (Aktualisierung vorgesehen) - Schutzumfang: Alteintragung (Aktualisierung vorgesehen) - Denkmaltyp: Bauliche Anlage | BW                               |
| 23365          | Mühlenstraße 29 (53° 37′ 42″ N, 10° 41′ 27″ O)           | Wohnhaus                                           | Wohnhaus; vermutl. 1834; zweigeschossiger, traufständiger Fachwerkbau mit Mauerwerksausfachung unter Satteldach - Begründung: geschichtlich, städtebaulich - Schutzumfang: gesamtes Objekt - Denkmaltyp: Bauliche Anlage, Mehrheit von baulichen Anlagen: Baugruppe Grubenstraße 19/Mühlenstraße 29-33 | BW                               |
| 23368          | Mühlenstraße 33 (53° 37′ 43″ N, 10° 41′ 30″ O)           | Wohnhaus                                           | Wohnhaus; Ende 19./Anfang 20. Jh.; eingeschossiger, traufständiger Fachwerkbau unter Satteldach mit übergiebeltem Zwerchhaus - Begründung: geschichtlich, städtebaulich - Schutzumfang: gesamtes Objekt - Denkmaltyp: Bauliche Anlage, Mehrheit von baulichen Anlagen: Baugruppe Grubenstraße 19/Mühlenstraße 29-33 | BW                               |
| 2903 Wikidata  | Mühlenstraße 36 (53° 37′ 44″ N, 10° 41′ 31″ O)           | Wohnhaus                                           | Wohnhaus; 18. Jh.; zweigeschossiger, traufständiger Fachwerkbau mit Mauerwerksausfachung unter Satteldach, Erdgeschoss gemauert - Begründung: geschichtlich, städtebaulich - Schutzumfang: gesamtes Objekt - Denkmaltyp: Bauliche Anlage, Mehrheit von baulichen Anlagen: Wohnhäuser Mühlenstraße 35-37 | Fotos hochladen                  |
| 24185          | Mühlenstraße 37 (53° 37′ 44″ N, 10° 41′ 32″ O)           | Wohnhaus                                           | Wohnhaus; 1810 (inschriftlich); zweigeschossiger, giebelständiger Fachwerkbau mit Mauerwerksausfachung unter Kurzwalmdach, Erdgeschoss gemauert - Begründung: geschichtlich, städtebaulich - Schutzumfang: gesamtes Objekt - Denkmaltyp: Bauliche Anlage, Mehrheit von baulichen Anlagen: Wohnhäuser Mühlenstraße 35-37 | BW                               |
| 29642          | Schäferstraße 1 (53° 37′ 45″ N, 10° 41′ 28″ O)           | ehem. Speichergebäude                              | ehem. Speichergebäude; 18./19. Jh.; zweigeschossiger, traufständiger Mauerwerksbau unter Satteldach, Dachgeschoss in Fachwerk ausgeführt, straßenseitig Mittelrisalit mit Tor und Ladeluken - Begründung: geschichtlich, städtebaulich - Schutzumfang: gesamtes Objekt - Denkmaltyp: Bauliche Anlage | BW                               |
| 23340          | Schäferstraße 3 a (53° 37′ 44″ N, 10° 41′ 27″ O)         | Rückflügel                                         | Rückflügel; im Kern vermutlich Mitte 17. Jh., 1988 teilweise umgebaut; zweigeschossiger Fachwerkbau unter Satteldach, doppelte Stockwerksschwellen, Fußstreben und K-Verstrebungen im Obergeschoss - Begründung: geschichtlich, wissenschaftlich, städtebaulich - Schutzumfang: gesamtes Objekt - Denkmaltyp: Bauliche Anlage | BW                               |
| 35986          | Schmilauer Straße 64 - 66 (53° 37′ 59″ N, 10° 41′ 58″ O) | Schulgebäude                                       | Schulgebäude; im Kern 19. Jh., Umbau 1938; zweigeschossiger, backsteinsichtiger Mauerwerksbau unter Satteldach, straßenseitig Mittelrisalit mit Stufengiebel, Haupteingang hinter offener Galerie - Begründung: geschichtlich, städtebaulich - Schutzumfang: gesamtes Objekt - Denkmaltyp: Bauliche Anlage, Sachgesamtheit: ehem. Landwirtschaftsschule | BW                               |
| 35979          | Schmilauer Straße (53° 38′ 12″ N, 10° 42′ 16″ O)         | Ehrenmal zum Befreiungskrieg 1813                  | Ehrenmal zum Befreiungskrieg 1813; 1865; so genanntes Hanseatengrab, von Pfeilern umstandene Ehrengrabanlage mit bronzener Gedenktafel für die Gefallenen der Hanseatischen Legion - Begründung: geschichtlich, städtebaulich - Schutzumfang: gesamtes Objekt - Denkmaltyp: Bauliche Anlage, Sachgesamtheit: Ehrenmalgruppe im Hohen Holz | weitere Fotos \| Fotos hochladen |
| 35980          | Schmilauer Straße (53° 38′ 10″ N, 10° 42′ 10″ O)         | Hanseatendenkmal                                   | Hanseatendenkmal; 1865; steinerne Stele mit einer Bekrönung aus in Bronze gearbeiteten, pyramidenartig arrangierten Kanonenkugeln, Einfassung mit niedrigen Bronzepfeilern - Begründung: geschichtlich, städtebaulich - Schutzumfang: gesamtes Objekt - Denkmaltyp: Bauliche Anlage, Sachgesamtheit: Ehrenmalgruppe im Hohen Holz | weitere Fotos \| Fotos hochladen |
| 35982          | Schmilauer Straße (53° 38′ 12″ N, 10° 42′ 6″ O)          | Ehrenmal zum Deutsch-Französischen Krieg 1870/71   | Ehrenmal zum Deutsch-Französischen Krieg 1870/71; 1879; Säule mit korinthischem Kapitell und bekrönender Adlerfigur auf einem aufwändig gestalteten Sockel mit stilisierten Kanonenläufen - Begründung: geschichtlich, künstlerisch, städtebaulich - Schutzumfang: gesamtes Objekt - Denkmaltyp: Bauliche Anlage, Sachgesamtheit: Ehrenmalgruppe im Hohen Holz | weitere Fotos \| Fotos hochladen |
| 35983          | Schmilauer Straße (53° 38′ 9″ N, 10° 42′ 10″ O)          | Ehrenmal für die Gefallenen des Ersten Weltkrieges | Ehrenmal der Gefallenen des 1. Weltkrieges; 1925; turmartige Stele mit kuppelförmigem Abschluss auf zweistufigem Sockel; eingefasst von fünf schlanken, die Stele zinnenartig überragende Säulen - Begründung: geschichtlich, städtebaulich - Schutzumfang: gesamtes Objekt - Denkmaltyp: Bauliche Anlage, Sachgesamtheit: Ehrenmalgruppe im Hohen Holz | Fotos hochladen                  |
| 23391 Wikidata | Seestraße 25 (53° 37′ 52″ N, 10° 41′ 30″ O)              | Wohnhaus                                           | Wohnhaus, 1. Hälfte 19. Jh., zweigeschossiger Fachwerkbau, giebelständig mit Kurzwalmdach, Feldsteinsockel, Eichenfachwerk mit Doppelständern - Begründung: geschichtlich, städtebaulich - Schutzumfang: gesamtes Objekt - Denkmaltyp: Bauliche Anlage | BW                               |
| 23392          | Seestraße 26 (53° 37′ 52″ N, 10° 41′ 31″ O)              | Wohnhaus                                           | Wohnhaus; vermutlich 18. Jh.; eingeschossiger, traufständiger Fachwerkbau mit Mauerwerksausfachung unter Kurzwalmdach, hoher Feldsteinsockel, straßenseitiges Zwerchhaus - Begründung: geschichtlich, städtebaulich - Schutzumfang: gesamtes Objekt - Denkmaltyp: Bauliche Anlage | BW                               |
| 23394          | Seestraße 28 (53° 37′ 52″ N, 10° 41′ 31″ O)              | Wohnhaus                                           | Wohnhaus; im Kern um 1750, Umbau Mitte 19. Jh.; zweigeschossiger, traufständiger Fachwerkbau unter Satteldach mit straßenseitig aufgemauerter Backsteinfassade, vor Haupteingang Freitreppe - Begründung: geschichtlich, städtebaulich - Schutzumfang: gesamtes Objekt - Denkmaltyp: Bauliche Anlage | BW                               |
| 23397          | Seestraße 33 - 34 (53° 37′ 43″ N, 10° 41′ 18″ O)         | Doppelhaus                                         | Doppelhaus; Ende 19. Jh., Sanierung und Rekonstruktion 1980er/1990er Jahre; zweigeschossiger, traufständiger Putzbau unter Satteldach, straßenseitig im Erdgeschoss Fugenschnitt - Begründung: geschichtlich, städtebaulich - Schutzumfang: gesamtes Objekt - Denkmaltyp: Bauliche Anlage | BW                               |
| 5868 Wikidata  | Seestraße 35 (53° 37′ 43″ N, 10° 41′ 17″ O)              | Wohnhaus                                           | Fachwerk-Traufenhaus, das sich an ein Teilstück der einstigen Stadtmauer anlehnt; Gebäude im Kern spätmittelalterlicher Wandständerbau, im frühen 19. Jahrhundert umgebaut; Alteintragung (Aktualisierung vorgesehen) - Begründung: Alteintragung (Aktualisierung vorgesehen) - Schutzumfang: Alteintragung (Aktualisierung vorgesehen) - Denkmaltyp: Bauliche Anlage | BW                               |
| 29648          | Seestraße 42 (53° 37′ 45″ N, 10° 41′ 21″ O)              | Wohnhaus                                           | Wohnhaus; Anfang 20. Jh.; eingeschossiger, giebelständiger Putzbau unter Kurzwalmdach, Sockel aus Natursteinmauerwerk, südwestliche Traufseite mit Fachwerkgaube; gemauerte Einfriedung - Begründung: geschichtlich, städtebaulich - Schutzumfang: Wohnhaus, Einfriedung - Denkmaltyp: Bauliche Anlage | BW                               |
| 9841 Wikidata  | Seestraße 47 (53° 37′ 46″ N, 10° 41′ 23″ O)              | Ehemaliges Armenhaus                               | Fachwerkbau mit Krüppelwalmdach, erbaut 1828; Alteintragung (Aktualisierung vorgesehen) - Begründung: geschichtlich, künstlerisch, städtebaulich - Schutzumfang: gesamtes Objekt - Denkmaltyp: Bauliche Anlage | BW                               |
| 24192          | Seestraße 77 (53° 37′ 52″ N, 10° 41′ 31″ O)              | Wohnhaus                                           | Wohnhaus; Ende 19. Jh.; zweigeschossiger, traufständiger Backsteinbau unter Schopfwalmdach, Straßenfassade mit gemauerten Wandvorlagen und einem übergiebelten Mittelrisalit - Begründung: geschichtlich, städtebaulich - Schutzumfang: gesamtes Objekt - Denkmaltyp: Bauliche Anlage | BW                               |
| 3427 Wikidata  | Seestraße 81 (53° 37′ 52″ N, 10° 41′ 33″ O)              | Wohnhaus                                           | Zweigeschossiges Fachwerkgiebelhaus von 1663, Außenwände zum Teil massiv erneuert; Alteintragung (Aktualisierung vorgesehen) - Begründung: Alteintragung (Aktualisierung vorgesehen) - Schutzumfang: Alteintragung (Aktualisierung vorgesehen) - Denkmaltyp: Bauliche Anlage | BW                               |
| 23414 Wikidata | Villenstraße 9 (53° 37′ 40″ N, 10° 42′ 18″ O)            | Villa „Quisisana“                                  | Villa „Quisisana“ 1891; zweigeschossiger Putzbau mit seitlich angeordnetem dreigeschossigen Turm, flache schiefergedeckte Walmdächer mit weitem Überstand, reiche Fassadengliederung, Erker und Loggien, historistische Formensprache mit Elementen der italienischen Neurenaissance, Einfriedung - Begründung: geschichtlich, städtebaulich - Schutzumfang: Villa „Quisisana“, Einfriedung - Denkmaltyp: Bauliche Anlage | BW                               |
| 36236          | Villenstraße 10 (53° 37′ 40″ N, 10° 42′ 20″ O)           | Villa                                              | Villa; 1892, Architekt Carl Elvers; zweigeschossiger Putzbau in spätklassizistischer Formensprache; mit straßenseitiger Einfriedung und Freitreppenanlage auf dem rückwärtigem Grundstück - Begründung: geschichtlich, städtebaulich - Schutzumfang: Villa, Einfriedung, Freitreppenanlage - Denkmaltyp: Bauliche Anlage | BW                               |
| 2904 Wikidata  | Wallstraße 10 (53° 37′ 40″ N, 10° 41′ 25″ O)             | Wohnhaus                                           | Wohnhaus; Ende 18. Jh.; zweigeschossiger Backsteinbau mit Mansarddach, sparsame Putzgliederung, rustizierte Ecken, straßenseitig flach übergiebelter Mittelrisalit, gartenseitig hausbreite, eingezogene Erdgeschoss-Loggia mit gemauerten und verputzten dorischen Säulen. - Begründung: geschichtlich, künstlerisch, städtebaulich - Schutzumfang: gesamtes Objekt - Denkmaltyp: Bauliche Anlage, Mehrheit von baulichen Anlagen: Wohnhäuser Wallstraße 9, 10, 11 | BW                               |
| 36013          | Wasserkrüger Weg 14 (53° 37′ 31″ N, 10° 41′ 15″ O)       | ehem. Turnhalle                                    | ehem. Turnhalle; 1904/05; ursprünglich eingeschossiger, seit Umbau von 1948 ein zweigeschossiger giebelständiger Mauerwerksbau in neogotischer Formensprache mit Kopfbau und Ecktürmchen - Begründung: geschichtlich, städtebaulich - Schutzumfang: gesamtes Objekt - Denkmaltyp: Bauliche Anlage | BW                               |
| 3428 Wikidata  | Ziegenmarkt 2 (53° 37′ 49″ N, 10° 41′ 27″ O)             | Wohnhaus                                           | Wohnhaus; im Kern 17. Jh., Sanierung 1978/79; eingeschossiger, giebelständiger Fachwerkbau mit Mauerwerksausfachung unter Satteldach, Eckhaus; Vorgarten mit Einfriedung - Begründung: geschichtlich, städtebaulich - Schutzumfang: Wohnhaus, Vorgarten, Einfriedung - Denkmaltyp: Bauliche Anlage, Sachgesamtheit: Ziegenmarkt Mölln | BW                               |
| 3429 Wikidata  | Ziegenmarkt 3 (53° 37′ 50″ N, 10° 41′ 27″ O)             | Wohnhaus                                           | Wohnhaus, 17. Jh.; eingeschossiger Fachwerkbau mit Satteldach in Giebelstellung, Front mit Backsteinsockel, vorkragendem Giebel und inschriftgezierter Schwelle, zweigeschossiger Rückflügel in Fachwerk mit Satteldach - Begründung: geschichtlich, städtebaulich - Schutzumfang: gesamtes Objekt - Denkmaltyp: Bauliche Anlage, Sachgesamtheit: Ziegenmarkt Mölln | BW                               |

## Gründenkmale
| Objekt-ID      | Lage                                             | Offizielle Bezeichnung | Beschreibung | Bild                             |
| -------------- | ------------------------------------------------ | ---------------------- | --- | -------------------------------- |
| 20764 Wikidata | Am Markt (53° 37′ 49″ N, 10° 41′ 30″ O)          | Kirchhof               | Alteintragung (Aktualisierung vorgesehen) - Begründung: geschichtlich, städtebaulich - Schutzumfang: Kirchhof, Grabmale bis 1870, Böschungsmauern mit Treppen und Geländern, Lindenkranz - Denkmaltyp: Gründenkmal, Sachgesamtheit: Kirche St. Nikolai | Fotos hochladen                  |
| 22827 Wikidata | An der Wallpforte (53° 37′ 40″ N, 10° 41′ 36″ O) | Kurpark                | Kurpark, 1966 von Gustav Lüttge (1909–1968) entworfen, rund 4 Hektar groß im Stil der Nachkriegsmoderne; mit Wallgraben, Rest der ehemaligen Befestigungsanlage; nur die ersten beiden Bauabschnitte: der Japangarten mit Teich, Wasserterrasse, großem Wasserbecken mit Wandkaskade sowie südlicher Promenade mit Staudenbeeten und Gartenhöfen im Niederungsbereich des Wallgrabens; westliche und südliche Eingangstore aus seitlichen Klinkerwänden mit holzverschalten Dach und Kassenhäuschen sowie Mühlensteinbrunnen nach Entwurf von Wilhelm Henze (1929–1990), die Eisentore von Karlheinz Goedtke (1915–1995) geschmiedet ebenso wie die Masken an der Wandkaskade - Begründung: geschichtlich, künstlerisch, städtebaulich - Schutzumfang: Kurpark, Japanischer Garten, Wasserbecken im Japanischen Garten, Pergola am Japanischen Garten, Mühlensteinbrunnen mit Quellbecken, Eingangstor (östlicher Eingang), Eingangstor (westlicher Eingang), Wasserbecken am westlichen Eingang, Wandkaskade mit Masken, Promenade, Rhododendron- und Azaleengarten entlang der Promenade, Wallgraben - Denkmaltyp: Gründenkmal | weitere Fotos \| Fotos hochladen |

## Bewegliche Kulturdenkmale
| Objekt-ID | Lage | Offizielle Bezeichnung                                   | Beschreibung | Bild                                    |
| --------- | ---- | -------------------------------------------------------- | --- | --------------------------------------- |
| 43960     | ()   | Segelflugzeug "Kranich III" D-2011 mit Transportanhänger | Segelflugzeug "Kranich III", Baujahr 1953, Werknummer 66, Kennzeichen D-2011 der Bremer Focke-Wulf Flugzeugwerke, entworfen von Hans Jacobs als freitragender Mitteldecker in Holz- und Gemischtbauweise - Begründung: geschichtlich, technisch - Schutzumfang: Segelflugzeug "Kranich III" D-2011 mit Transportanhänger - Denkmaltyp: Bewegliche Kulturdenkmale | Direkt Bild zu diesem Denkmal hochladen |

## Ehemalige Kulturdenkmale
Aufgeführt sind Gebäude, die aus unterschiedlichen Gründen mittlerweile nicht mehr vorhanden sind (zum Beispiel Abbruch, Brand) oder aus sonstigen Gründen nicht mehr in der Denkmalliste geführt werden.
| Objekt-ID      | Lage                                           | Offizielle Bezeichnung | Beschreibung | Bild                                    |
| -------------- | ---------------------------------------------- | ---------------------- | --- | --------------------------------------- |
| 36026 Wikidata | Hafenstraße 5 (53° 37′ 30″ N, 10° 40′ 44″ O)   | Speicher               | Im Februar 2025 nicht mehr als Kulturdenkmal erfasst; Hafenspeicher Michelsen; 1939; sechsgeschossiger Backsteinbau (vermutlich Betonskelett) mit zweigeschossig ausgebautem Satteldach, giebelständig zur Wasserseite (nördlich), hier wie an Südseite vierstufiger Staffelgiebel ausgebildet. Wirksam auf die Stadtsilhouette - Begründung: geschichtlich, städtebaulich - Schutzumfang: gesamtes Objekt - Denkmaltyp: Bauliche Anlage | BW                                      |
|                | Hauptstraße 138 (53° 37′ 48″ N, 10° 41′ 35″ O) | Speicher               | Lang gestreckter dreigeschossiger Fachwerkbau mit Krüppelwalmdach. Die alten Ladeluken zum Teil noch vorhanden. Das Erdgeschoss an der Giebelseite verändert. Bauzeit wohl 18./19. Jahrhundert. 1992 durch Brandstiftung zerstört, das Grundstück nach wie vor unbebaut. | BW                                      |
| 32247          | Hindenburgstraße 5–15 ()                       | Nebengebäude           | | Direkt Bild zu diesem Denkmal hochladen |
|                | Seestraße 82 ()                                | Wohnhaus               | Zweistöckiges Fachwerk-Giebelhaus, bezeichnet 1660. Das Erdgeschoss in Backstein erneuert. Abgebrochen | Direkt Bild zu diesem Denkmal hochladen |
|                | Hauptstraße 128 (53° 37′ 47″ N, 10° 41′ 33″ O) | Wohnhaus               | Zweigeschossiges Fachwerkgiebelhaus mit Mansarddach, wohl 18. Jahrhundert. An der Straßenseite Backsteinfassade und flachem Dreiecksgiebel, um 1800. Das Haus ist noch vorhanden, wird aber nicht mehr als Baudenkmal geführt. Im Jahre 2014 wurde es durch einen Brand beschädigt und anschließend wiederhergestellt. | BW                                      |

## Quelle
- Liste der Kulturdenkmale in Schleswig-Holstein – Herzogtum Lauenburg (PDF)